# Auditori Nacional de Música de Madrid
L'Auditorio Nacional de Música és una sala de concerts situada a Madrid, dedicada preferentment a concerts de música clàssica. És un organisme dependent del Instituto Nacional de las Artes Escénicas y de la Música (Ministeri de Cultura). Obra de l'arquitecte José María García de Paredes, va ser inaugurat el 21 d'octubre de 1988 i la seua construcció va ser programada dins del Pla Nacional d'Auditoris, destinat a dotar al país d'una adequada infraestructura musical.
És la seu de l'Orquesta Nacional de España, Coro Nacional de España, Joven Orquesta Nacional de España i del Centro Nacional de Difusión Musical.

## Situació
L'Auditori ocupa una illa en el número 146 del carrer Príncipe de Vergara en el districte de Chamartín. A més està flanquejat per la Plaça d'Andrés Segovia per la seua entrada sud, Plaça d'Ernesto i Rodolfo Halffter en la seua entrada nord i pel carrer de Suero de Quiñones i els jardins de Pablo Sorozábal. La línia 9 de metro de Madrid té la parada més pròxima a l'Auditori (Cruz del Rayo), així com les línies 52 i 29 d'autobús en Príncipe de Vergara.

## Instal·lacions[4]

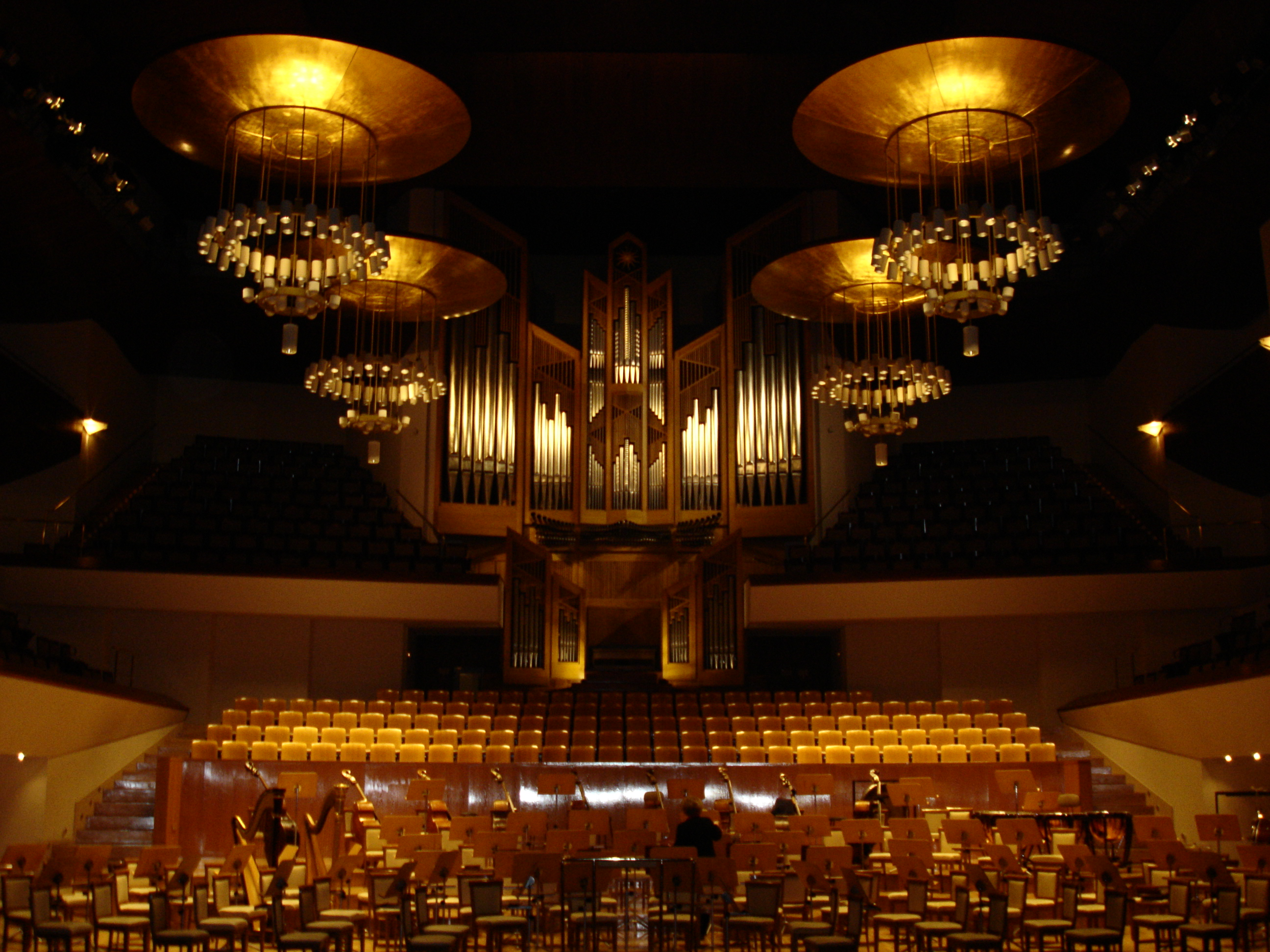
Sala sinfónica.

L'Auditori té una activa i continuada programació. Posseeix dos sales de concerts, Simfònica i de Cambra, amb una capacitat de 2.324 i 692 localitats, respectivament, que permeten celebrar fins a sis concerts diaris, en dues sessions matinals per a col·legis i sessions de vesprada (19:30) i nit (22:30). Junt amb les sales Simfònica i de Cambra, l'Auditori Nacional de Música disposa d'una Sala General del Cor que és una tercera sala alternativa, amb capacitat per a 208 espectadors. Té també una Sala d'Actes, quatre sales de Cordes per als assajos del cor i grups de cambra, 14 sales individuals per a la preparació dels músics, una cabina de gravació freqüentment utilitzada per RNE Radio Clàssica, sala de premsa, quatre cafeteries de públic i una de personal en règim de contracta i una botiga de regals a l'entrada nord.

## Orgues
Compta amb dos orgues, un en cada sala, un de quatre teclats realitzat per l'alemany Gerhard Grenzig i l'arquitecte anglès Simon Platt en la sala simfònica i un de dos teclats de l'orguener català Gabriel Blancafort de 1990.

## Cicles de Concerts[9]
L'Auditori a més de per l'OCNE, sol ser utilitzat per l'Orquesta y Coro de la Comunidad de Madrid i l'Orquesta Sinfónica de Madrid.
A més del cicle d'abonament de l'OCNE se celebren en ell cicles com els del CNDM, Ibermúsica, Universitat Autònoma de Madrid, Universitat Complutense de Madrid, Promoconcert, FCM, Juventudes Musicales etc.

## Arxius
A l'Auditori es troben els arxius musicals de l'Orquesta Nacional de España que comprén el propi de l'ONE, el de les desaparegudes Orquesta Filarmónica de Madrid, Orquesta Pro-Música, Orquestra de Cámara de Madrid i el llegat Pablo Rivière. L'arxiu del Coro Nacional de España i l'arxiu de la Joven Orquesta Nacional de España.